# Pavel Grunt
Pavel Grunt (Roudnice nad Labem, 8 ottobre 1994) è un cestista ceco.